# Diecezja San Felipe (Wenezuela)
Diecezja San Felipe (łac. Dioecesis Sancti Philippi in Venetiola) – diecezja Kościoła rzymskokatolickiego w Wenezueli. Należy do archidiecezji Barquisimeto. Została erygowana 7 października 1966 roku przez papieża Pawła VI bullą Ex quo tempore.

## Ordynariusze
- Tomás Enrique Gómez Márquez (1966 - 1992)
- Nelson Antonio Martinez Rust (1992 - 2016)
- Victor Hugo Basabe (2016-2023)
- Rubén Gregorio Delgado Carmona (od 2025)